# جان واتسون
جان واتسون (بالإنجليزية: Jean Watson) هي ممرضة أمريكية، ولدت في 21 يوليو 1941 في مقاطعة مينغو في الولايات المتحدة.